# Taraxacum sellandii
Taraxacum sellandii — вид квіткових рослин з родини айстрових (Asteraceae). Вид зростає в Європі: Бельгія, Чехія, Данія, Фінляндія, Франція, Німеччина, Велика Британія, Ірландія, Нідерланди, північноєвропейська Росія, Норвегія, Польща, Швеція; це багаторічна рослина помірних біомів.

## Опис
T. sellandii — міцний вид із зеленими черешками, досить темним листям із чорними плямами збоку середньої жилки зверху, бічними частками з великими зубцями дистально та дугоподібними проксимально, а також важкими приквітками, свинцевими з фіолетовим відливом.